# Club Run
Club Run (in italiano traducibile come "Corsa del Club", dove The Club era il nome in gergo del gruppo di navi militari di base a Gibilterra) era il nome informale dato alle operazioni di trasporto di aerei da caccia da Gibilterra a Malta, durante l'assedio di Malta nella Seconda Guerra Mondiale.

## Premessa
Malta era a metà strada tra le basi navali inglesi di Gibilterra ed Alessandria d'Egitto ed aveva l'unico porto controllato dagli inglesi nella zona del Mediterraneo centrale; era attrezzata con banchine, officine di riparazione, riserve e depositi, che erano stati costruiti lì fin dalla cessione dell'isola alla Gran Bretagna, nel 1814.
Malta era quindi diventata un'importante stazione di transito, sosta e rifornimento per gli aerei militari, oltre che una base per la ricognizione aerea nel Mediterraneo centrale. L'isola era anche una base avanzata da cui era possibile attaccare i convogli di rifornimento organizzati dall’Italia verso le truppe dell’Asse in Nordafrica. Una misura dell'importanza strategica di Malta si può vedere nella decisione della Gran Bretagna di rischierare su Malta alcuni degli aerei da combattimento destinati alla difesa del suo stesso territorio metropolitano.
Le potenze dell'Asse, Italia e Germania, fecero continui tentativi, dal 1940 al 1942, per obbligare le autorità militari britanniche sull'isola ad arrendersi, o quantomeno per neutralizzare la sua efficacia come base militare. L'assedio terminò solo con l'Operazione Torch (sbarco angloamericano nel Marocco francese e nell'Algeria di Vichy dell'8-16 novembre 1942), che consentì l'apertura di un secondo fronte alleato in Nordafrica. Gli eserciti dell'Asse, presi anche alle spalle, dovettero dapprima togliere l'assedio a Malta, e poi furono travolti in breve tempo (la loro resa in Nordafrica è del 13 maggio 1943) grazie anche all'inesauribile apporto logistico americano.

## Impellenti necessità strategiche
La difesa aerea di Malta era essenziale per resistere all’assedio, e vi era quindi una costante richiesta di rinforzi e di sostituzioni dei velivoli danneggiati o perduti. Erano richiesti sia caccia (dapprima Hawker Hurricane e successivamente Supermarine Spitfire) che aerosiluranti (Fairey Swordfish, Fairey Albacore e Fairey Fulmar), ma nessuno di questi velivoli aveva un raggio d'azione tale da permettegli di volare a Malta direttamente dalla base britannica di Gibilterra.
Venne quindi adottata una soluzione d'emergenza: le portaerei, dopo aver caricato a bordo a Gibilterra gli aerei destinati a Malta, avrebbero navigato nel Mediterraneo occidentale, sotto scorta, fino ad entrare nel raggio d'azione utile perché i caccia potessero volare fino a Malta. A quel punto gli aerei dovevano decollare dal ponte di volo, mettersi in formazione dietro un aereo guida (solitamente un idrovolante Short Sunderland) ed effettuare un lungo e pericoloso volo di trasferimento, per andare ad atterrare in un aeroporto maltese.

## Le missioniClub Run

### Nasce la primaClub Run: Operazione Hurry
Allo scoppio della guerra, l'opinione dei capi di stato maggiore britannici era che Malta, così lontana dalle altre basi inglesi e, contemporaneamente, troppo vicina all'ostile Regno d'Italia, fosse indifendibile; questa opinione era supportata anche da una revisione successiva, che sentenziò: «non c'è nulla che si possa fare per aumentare le possibilità di resistenza di Malta». Ma il Primo Ministro Winston Churchill non era d'accordo: già nel luglio del 1940 egli insistette che si facessero arrivare là degli Hurricane «al più presto». Ciò portò alla prima missione Club Run, l'operazione Hurry, portata a termine nell'Agosto del 1940 utilizzando come "traghetto" la vecchia portaerei HMS Argus.

### Struttura ed organizzazione delleClub Run
Le missioni di trasporto furono assegnate alla Forza H con base a Gibilterra (informalmente nota come The Club, "il circolo"), composta dall'incrociatore da battaglia HMS Renown, la portaerei HMS Ark Royal, l'incrociatore leggero HMS Sheffield ed il gruppo di cacciatorpediniere di scorta di classe E e F della 8th Flotilla (ottava flottiglia). Le sue operazioni nel Mediterraneo erano quindi state chiamate Club Runs ("corse del club"): questo gruppo di unità era infatti considerato un club esclusivo, essendo costituito dalle navi da guerra più efficienti della Royal Navy.

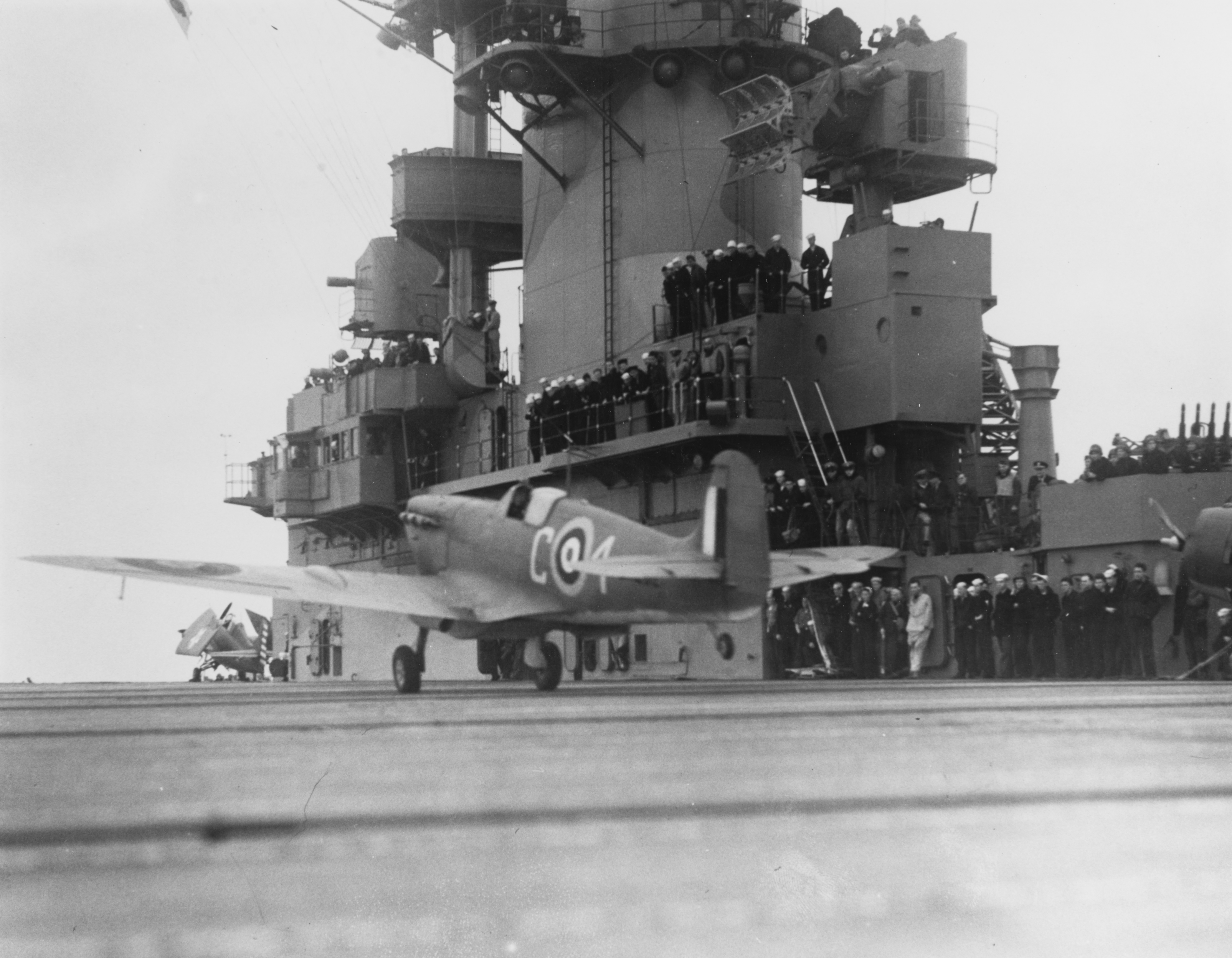
Uno Spitfire in decollo dal ponte di volo della

Le forze aeree dell'Asse svilupparono tattiche per contrastare le Club Run, attaccando gli aerei mentre erano in transito, praticamente indifesi perché alleggeriti da quasi tutte le dotazioni belliche, e sorprendendoli a terra prima che potessero essere armati e riforniti. Quaranta degli Spitfire consegnati dalla statunitense USS Wasp (Operazione Calendar) furono distrutti a terra, ma già nella seguente missione (Operazione Bowery) la Luftwaffe e la Regia Aeronautica furono beffate ed i caccia britannici riuscirono nel loro obiettivo di portarsi in volo, pronti ad affrontare i loro avversari.

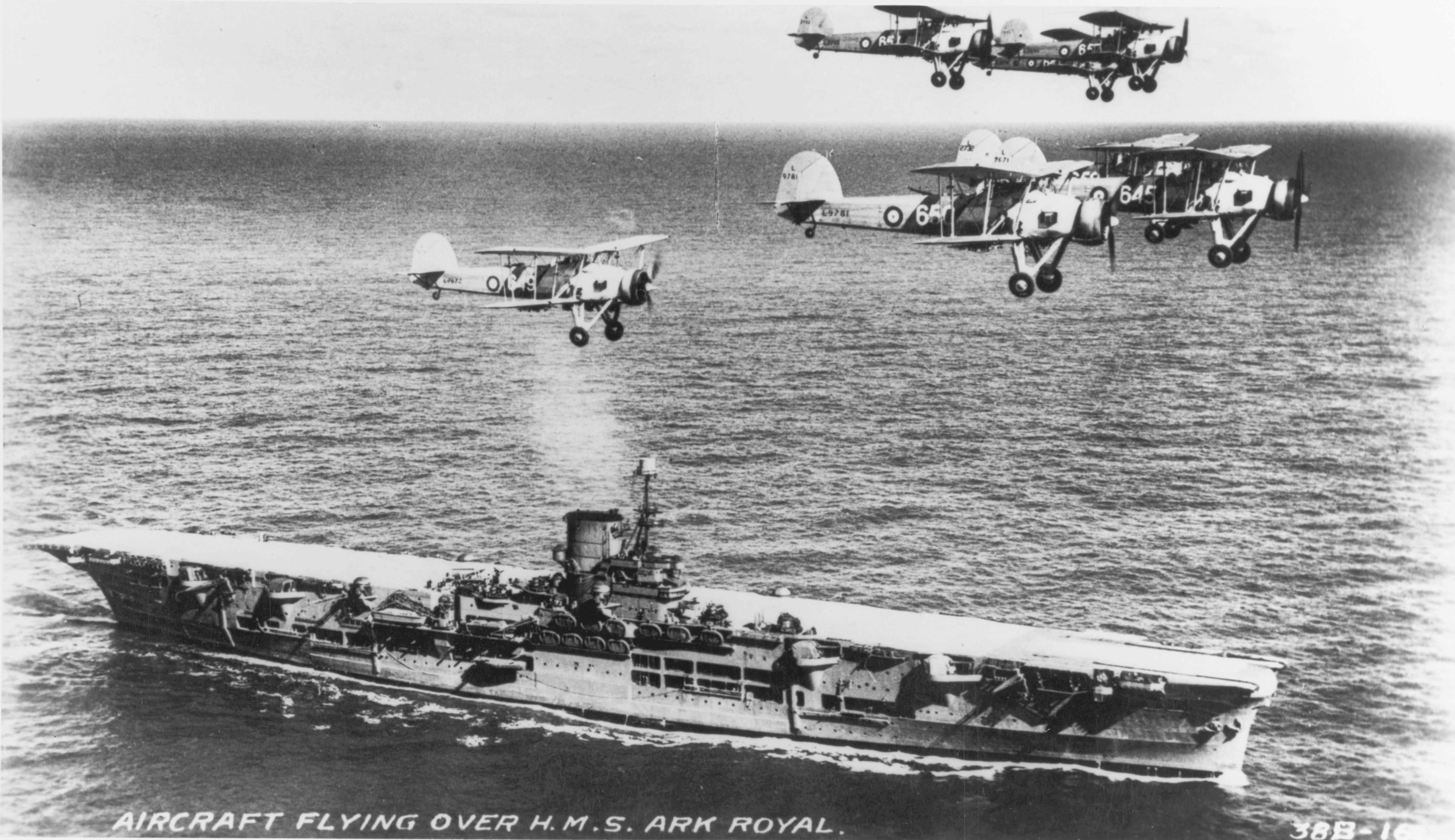
La nel 1939, sorvolata da Swordfish dell’820° Naval Air Squadron.
La nave fu affondata il 13 novembre 1941

A loro volta, le portaerei divennero obiettivi primari, e furono quindi necessarie operazioni più protette e complesse per garantirne il successo. Nonostante ciò, la portaerei britannica HMS Ark Royal fu affondata e quindi la portaerei americana USS Wasp fu presa in prestito per utilizzarla in vari Club Run ad aprile e maggio 1942. Le perdite di aerei inglesi su Malta furono tali che i rimpiazzi tramite missioni Club Run si trasformarono in un costante "nastro trasportatore" di aerei dapprima trasportati dalla Gran Bretagna a Gibilterra, dove venivano trasferiti sulle portaerei per volare a Malta, mentre già altri erano partiti dai porti metropolitani inglesi.
Un aumento della capacità di trasferimento delle missioni Club Run fu ottenuta trasportando gli aerei fino a Gibilterra smontati all’interno di casse, per poi riassemblarli là, o addirittura a bordo delle portaerei. In questo modo, un solo viaggio dalla Gran Bretagna a Gibilterra riusciva a consegnare abbastanza aerei per effettuare due missioni di avvicinamento e volo verso Malta.

### Gravi errori tecnici e loro soluzione
Dall'inizio del 1942, furono necessari gli Spitfire per riuscire a contrastare i più moderni caccia italiani e tedeschi che oramai ponevano in difficoltà gli Hurricane, robusti ma obsoleti. In diverse occasioni ci furono guasti ai serbatoi di carburante esterni che erano necessari per fornire l’eccezionale autonomia richiesta. Di conseguenza, due Club Run furono interrotte e dovettero essere ripetute dopo aver apportato delle modifiche d’urgenza a Gibilterra: l'Operazione Calendar consegnò aerei inadeguatamente preparati che divennero preda di bombardamenti a Malta, e 64 Spitfire dell'Operazione Bowery richiesero adattamenti ai serbatoi di carburante esterni, eseguiti a bordo della USS Wasp. L'incapacità di correggere un guasto su più missioni di consegna, per uno scopo critico ed in circostanze pericolose non fu spiegata, ma venne descritta come "imbarazzante".
A partire dall'ottobre del 1942 gli Spitfire Mk VC, adattati con ulteriori serbatoi sia interni che esterni e la maggior parte degli armamenti rimossi, furono in grado di effettuare un volo di diverse ore per 1 100 miglia (circa 1 800 km) direttamente da Gibilterra a Malta, dove quei primi adattamenti sperimentali erano stati stabilmente adottati diventando lo standard; a questo modo si resero finalmente superflue le rischiose missioni Club Run.

### Commemorazione dei membri diThe Club
Per ricordare i membri che hanno fatto parte di The Club fu prodotta per essi una esclusiva cravatta regimental commemorativa, riproducente un campo color grigio mediterraneo, disseminato di lamponi.

## Elenco delle missioniClub Run
| Mese           | Nome in codice          | Esito |
| -------------- | ----------------------- | --- |
| Agosto 1940    | Operazione Hurry        | 12 Hawker Hurricane decollati dall'HMS Argus |
| Novembre 1940  | Operazione Coat         | 3 Fairey Fulmar partiti dalla HMS Ark Royal e destinati alla HMS Illustrious                                                                                       |
| Novembre 1940  | Operazione White        | 12 Hawker Hurricane e 2 Blackburn Skua partiti dalla HMS Argus (8 Hurricane persi dopo il lancio per esaurimento del carburante in volo, 1 Skua abbattuto)         |
| Aprile 1941    | Operazione Winch        | 12 Hurricane Mk.II decollati dalla Ark Royal |
| Aprile 1941    | Operazione Dunlop       | 22 Hurricane decollati dalla Ark Royal |
| Maggio 1941    | Operazione Splice       | 48 Hurricane Mk.II decollati dalla Ark Royal e dalla HMS Furious                                                                                                   |
| Giugno 1941    | Operazione Rocket       | 35 Hurricane Mk.II decollati dalla Ark Royal e dalla Furious |
| Giugno 1941    | Operazione Tracer       | 47 Hurricane decollati dalla Ark Royal e dalla Victorius |
| Giugno 1941    | Operazione Railway I    | 22 Hurricane decollati dalla Ark Royal |
| Giugno 1941    | Operazione Railway II   | 35 Hurricane decollati dalla Ark Royal e dalla Furious (7 non lanciati a causa di un incidente sul ponte)                                                          |
| Settembre 1941 | Operazione Status I     | 26 Hurricane decollati dalla Ark Royal |
| Settembre 1941 | Operazione Status II    | 46 Hurricane decollati dalla Ark Royal e dalla Furious |
| Ottobre 1941   | Operazione Callboy      | 11 Fairey Albacore e 2 Fairey Swordfish decollati dalla Ark Royal                                                                                                  |
| Novembre 1941  | Operazione Perpetual    | 37 Hurricane decollati dalla Ark Royal e dalla Argus (10-12 novembre 1941)                                                                                         |
| Novembre 1941  | Operazione Perpetual II | cancellata a causa dell'affondamento della Ark Royal il 13 novembre 1941 da parte dell'U-81 tedesco                                                                |
| Febbraio 1942  | Operazione Spotter I    | 15 Spitfire Mk VB in partenza dalla HMS Eagle abortita a causa di problemi ai serbatoi ausiliari degli Spitfire. La Eagle ritornò a Gibilterra il 28 febbraio 1942 |
| Marzo 1942     | Operazione Spotter II   | 15 Spitfire Mk VB (riparati dalla precedente missione) decollati dalla Eagle il 7 marzo 1941                                                                       |
| Marzo 1942     | Operazione Picket I     | 9 Spitfire in partenza dalla Eagle, abortita a causa di un nuovo problema ai serbatoi ausiliari                                                                    |
| Marzo 1942     | Operazione Picket II    | 7 Spitfire partiti dalla Eagle e dalla Argus, 6 Fairey Albacore bloccati in partenza sulla Argus                                                                   |
| Aprile 1942    | Operazione Calendar     | 47 Spitfire decollati dalla USS Wasp (la maggior parte di questi aerei fu poi distrutta al suolo dai bombardamenti)                                                |
| Maggio 1942    | Operazione Bowery       | 64 Spitfire decollati dalla USS Wasp e dalla HMS Eagle (di cui 3 persi in volo)                                                                                    |
| Maggio 1942    | Operazione LB           | 17 Spitfire partiti dalla HMS Eagle, 6 Albacore nuovamente bloccati prima del decollo                                                                              |
| Giugno 1942    | Operazione Style        | 32 Spitfire partiti dalla HMS Eagle, 28 arrivati sani e salvi, 4 abbattuti durante il volo di trasferimento a Malta                                                |
| Giugno 1942    | Operazione Salient      | 32 Spitfire partiti dalla HMS Eagle |
| Giugno 1942    | Operazione Pinpoint     | 31 Spitfire partiti dalla HMS Eagle |
| Luglio 1942    | Operazione Insect       | 28 Spitfire partiti dalla HMS Eagle |
| Agosto 1942    | Operazione Bellows      | 39 Spitfire partiti dalla HMS Furious |
| Agosto 1942    | Operazione Baritone     | 32 Spitfire partiti dalla HMS Furious |
| Ottobre 1942   | Operazione Train        | 29 Spitfire partiti dalla HMS Furious |